# Carlo Caneva
Pour les articles homonymes, voir Caneva.
Carlo Francesco Giovanni Battista Caneva, né en 1845 à Udine et mort en 1922 à Rome, était un militaire et sénateur italien.

## Biographie
Né à Udine le 22 avril 1845, fils de Luigi et Caterina Giavedoni, il s'engage dans l'armée impériale et royale et entre comme élève à l'académie militaire de Wiener Neustadt, puis à l'école d'artillerie de Märisch-Weisskirchen, où il obtient le grade de sous-lieutenant (Cottotenente). Il participe à la guerre d'indépendance italienne de 1866 en combattant en Bohème dans les rangs du 7e régiment d'artillerie ; puis, à la suite de la cession de la Vénétie au royaume d'Italie, il quitte l'armée autrichienne et rejoint l'armée italienne (Regio Esercito) le 31 janvier 1867 en tant que sous-lieutenant d'artillerie. Il fréquente l'école d'artillerie et l'école d'application du génie, puis, promu lieutenant  (Tenente) en 1869, l'école supérieure de guerre, et passe ensuite au corps d'état-major général. Capitaine (Capitano) en 1875, major (Maggiore) en 1882, puis lieutenant-colonel (Tenente colonnello) chef d'état-major de la division de Gênes, il obtient en 1891 le grade de colonel (Colonnello) et le commandement du 41e régiment d'infanterie, qu'il conserve jusqu'en 1895.
Il est ensuite chef d'état-major du VIe corps d'armée, puis de septembre 1896 à mars 1898 en Érythrée, où il participe à la campagne contre les Derviches. Général de division (Maggior generale) en 1898, il commande la brigade « Re » pendant quatre ans ; général de corps d'armée (Tenente generale) en 1902, il commande ensuite les divisions de Palerme et de Messine, puis de 1904 à 1907, il est commandant en second du corps d'état-major général. Il prend ensuite le commandement de la division de Vérone, en 1909 il prend le commandement du VIIe corps d'armée à Ancône et immédiatement après celui du IIIe corps d'armée à Milan ; le 30 septembre 1910 il reçoit la désignation pour commander une armée en cas de guerre.
Vers la mi-septembre 1911, alors qu'il vient de se faire connaître en dirigeant le parti vainqueur des grandes manœuvres de l'été, il est choisi pour commander le corps d'armée spécial chargé d'occuper la Tripolitaine et la Cyrénaïque (l'attribution officielle des pleins pouvoirs militaires et civils est datée du 8 octobre). Étant donné la soudaineté avec laquelle le gouvernement Giolitti avait décidé de recourir aux armes, les plans et les préparatifs relatifs devaient être improvisés par lui-même et par le général Alberto Pollio, chef d'état-major de l'armée royale, en plein accord, d'ailleurs, avec les autorités gouvernementales et les milieux qui avaient soutenu l'expansion italienne en Afrique du Nord. On ne doit donc lui attribuer qu'une responsabilité mineure dans la sous-estimation des difficultés de l'entreprise.
Comme il a été calculé que les troupes turques en Tripolitaine et en Cyrénaïque (moins de 5 000 hommes) n'auraient pas le soutien des populations arabes, une force totale de 34 500 hommes, 6 300 chevaux et 72 pièces d'artillerie a été jugée suffisante pour le corps expéditionnaire italien. Avec ces troupes, les villes de Tobrouk, Tripoli, Derna, Benghazi, Homs sont occupées entre le 4 et le 21 octobre 1911 ; mais les violents combats de Sciara-Sciat et Bu Meliana (oasis de Tripoli, 23 et 26 octobre) montrent que les Turcs ont toute la population derrière eux et sont donc en mesure d'empêcher toute progression italienne à l'intérieur et même de menacer sérieusement les garnisons des villes occupées. Il apparaît sur certaines photographies prises par le correspondant de guerre français Gaston Chérau, qui mentionne également ce comportement dans des lettres échangées avec sa femme.
La stratégie italienne est donc révisée, dans le sens de son rapport au ministre de la Guerre du 6 novembre. Avant la fin de l'année, 67 000 hommes, 8 300 chevaux et 154 pièces d'artillerie supplémentaires sont débarqués en Tripolitaine et en Cyrénaïque, ce qui permet de consolider l'occupation italienne des centres côtiers et de commencer les grands travaux de fortification. La proclamation de la loi martiale, qu'il souhaitait vivement, dans toute la région (23 octobre) marque également le début d'une politique plus dure à l'égard de la population. Par des perquisitions, des procès et des exécutions sommaires, la destruction des maisons et des cultures et le blocus économique entre les oasis côtières et l'intérieur, les commandements italiens visent à écraser la résistance arabe en donnant la mesure de leur puissance et de leur esprit de décision.
Cette ligne de conduite a permis aux troupes italiennes d'éviter des revers partiels (en effet, toutes les attaques turco-arabes contre les fortifications italiennes au cours de l'hiver ont été repoussées avec succès), mais a éloigné l'extension de la domination italienne à l'ensemble du territoire libyen. Il s'agit d'un obstacle sérieux à l'action diplomatique pour la reconnaissance internationale de la souveraineté italienne sur la Tripolitaine et la Cyrénaïque, proclamée unilatéralement le 5 novembre 1911. Giolitti et le ministre des Affaires étrangères marquis di San Giuliano Antonino Paternò-Castello réclament donc à plusieurs reprises et avec énergie une conduite plus dynamique de la guerre, mais lui, de plus en plus convaincu des difficultés de la situation, est soutenu par Alberto Pollio et le ministre de la Guerre Paolo Spingardi, qui sont déterminés à éviter tout risque d'échec même partiel qui rouvrirait les blessures d'Adoua. Les protestations de la presse nationaliste, qui l'accusait d'inertie, ont également contribué à ébranler sa position.
L'expansion de la domination italienne sur le sol libyen se poursuit donc prudemment, plutôt par l'agrandissement des camps retranchés autour des centres côtiers. Pendant l'hiver, le contrôle italien s'étend à toute l'oasis de Tripoli. Puis le printemps 1912 voit le développement d'offensives de moyenne portée : en avril commencent les opérations dans la région de Zouara (occupée en août) et à la frontière tunisienne, en juin Janzour est attaquée, entre juin et juillet Misrata est conquise. À la fin du mois d'août, les troupes italiennes ont étendu leur domination à toute la bande côtière de la Tripolitaine ; les progrès sont beaucoup moins importants en Cyrénaïque, toujours limitée aux environs des centres occupés. Tout l'intérieur du pays reste fermement aux mains des Arabo-turcs, à tel point que le gouvernement italien est contraint de chercher une solution au conflit en frappant la Turquie dans la mer Égée.
Fin août, il est rappelé à Rome et, le 2 septembre 1912, il est relevé de son commandement, qui est réparti entre le général Ottavio Ragni, pour la Tripolitaine, et le général Ottavio Briccola, pour la Cyrénaïque. Par cette mesure, le gouvernement voulait donner l'impression que la situation se normalisait, à tel point qu'un commandement unique n'était plus nécessaire (en fait, les négociations diplomatiques avec le gouvernement turc étaient bien avancées). Pour éviter que sa disculpation ne prenne une signification punitive, il est promu général d'armée (generale d'esercito) le 19 septembre 1912, le plus haut grade de la hiérarchie militaire qui ne peut être conféré qu'à une personne ayant commandé une armée au combat. Un an et demi plus tard, en mai 1914, il quitte le service actif pour cause de limite d'âge.
Pendant la Première Guerre mondiale, il n'est pas rappelé au service, en raison de son âge avancé et de son rang supérieur à celui de Luigi Cadorna. C'est précisément son haut rang et le fait qu'il ne soit pas impliqué dans le conflit en cours qui lui valent d'être nommé président de la Commission nommée par le Premier ministre Vittorio Emanuele Orlando le 12 janvier 1918 pour enquêter sur les causes et les responsabilités de la catastrophe de Caporetto. La commission d'enquête sur la retraite de l'Isonzo au Piave était composée de six membres en plus de lui : le général Ottavio Ragni, le vice-amiral Felice Napoleone Canevaro, l'avocat général militaire Donato Antonio Tommasi, le sénateur Paolo Emilio Bensa et les députés Alessandro Stoppato et Orazio Raimondo. Les pouvoirs de la commission étaient étendus et son travail était minutieux et précis, bien qu'il ne soit pas à l'abri des critiques. En fait, il semble maintenant établi (sur la base du témoignage du sénateur Giuseppe Paratore, alors très proche du Premier ministre) que c'est une intervention d'Orlando (poussée à son tour par Armando Diaz) qui a incité la commission à négliger les responsabilités de Pietro Badoglio, afin d'éviter une crise au sein du commandement suprême au moment du plus grand danger. Carlo Caneva, qui a toujours été imprégné d'un profond respect pour l'autorité, ne pouvait certainement pas se soustraire à une telle invitation.
Le rapport de la commission d'enquête, remis au Premier ministre Francesco Saverio Nitti le 24 juillet 1919 et immédiatement rendu public dans ses grandes lignes, a fait l'objet d'une violente polémique immédiate puis a été progressivement enseveli sous un silence dédaigneux parce qu'il avait porté des accusations documentées contre les commandements italiens. En effet, le rapport rejetait la responsabilité de l'effondrement du front italien sur les autorités militaires et notamment sur Luigi Cadorna et Luigi Capello, qui avaient exigé des troupes déjà épuisées des efforts toujours nouveaux et sanglants, les amenant au bord de l'effondrement. Des preuves nombreuses et efficaces de cette mauvaise gestion des soldats ont été fournies, ce qui a servi d'appât aux critiques socialistes et giolitaines lors de la publication du rapport. La droite a reproché à la commission de n'avoir insisté que sur cet aspect de la défaite, laissant dans l'ombre à la fois les combats (pour ne pas avoir à mettre en cause Badoglio) et surtout les responsabilités du gouvernement et de la gauche. Ces reproches ne sont pas sans fondement. Toutefois, il faut considérer que Cadorna et la propagande militaire et d'inspiration nationale avaient rejeté toute la responsabilité sur l'effondrement moral des soldats, c'est-à-dire en fin de compte sur le gouvernement et le défaitisme, impliquant les socialistes, les Giolittiens, le Parlement et Orlando dans une seule et même condamnation.
La commission a, à son tour, infirmé ces accusations, faisant porter toute la responsabilité à quelques généraux, mais épargnant le corps militaire dans son ensemble, le Parlement et les partis ; elle a donc établi une responsabilité indéniable, mais n'a pas mené à bien son analyse politique. Le rapport offre ainsi à Nitti la possibilité de clore le débat sur les responsabilités de Caporetto avec le sacrifice de quelques généraux (Cadorna, Capello, Porro et Cavaciocchi, mis en congé début septembre) et l'absolution de toutes les autres forces impliquées, de l'armée aux partis. Une fois l'écho de la polémique retombé, Caneva est nommé membre de la commission consultative créée le 25 juillet 1920 par le ministre de la Guerre Ivanoe Bonomi pour l'aider à réorganiser l'armée.
Parmi les distinctions qu'il a reçues au cours de sa longue carrière, nous rappelons sa nomination comme chevalier de grand-croix, décoré du grand cordon de l'ordre de la Couronne d'Italie (1909), celles de sénateur (mars 1912) et de chevalier de grand-croix, décoré du grand cordon de l'ordre des Saints-Maurice-et-Lazare (1913) et l'attribution du grand cordon de l'ordre colonial de l'Étoile d'Italie (1915).

### Carrière militaire

#### Dans l'armée autrichienne
Né dans le Frioul, qui à l'époque avec le royaume de Lombardie-Vénétie faisait partie de l'Autriche, il a commencé sa carrière militaire dans l'armée autrichienne en tant que sous-lieutenant (Sub-Lieutenant) d'artillerie dans l'armée autrichienne de Ludwig von Benedek. Après la guerre austro-prussienne et la défaite autrichienne à Sadowa à laquelle Caneva a participé, et la cession ultérieure de la Vénétie au royaume d'Italie, il décide de s'enrôler dans l'armée royale italienne (Regio Esercito italiano) en 1867.

#### Dans l'armée italienne
Après avoir terminé ses études régulières à l'École de guerre, il est attaché à l'état-major général et part en 1896 en Érythrée comme colonel (colonnello) d'infanterie pour lutter contre l'Éthiopie et les Derviches, campagnes au cours desquelles il obtient le grade de général de division (maggior generale). A la tête d'une garnison à Kassala, il résiste aux mahadistes (bataille de Kassala) jusqu'à ce qu'il rende, invaincu, le fort aux Égyptiens.

#### La guerre italo-turque
En 1911, après avoir occupé des postes de commandement de division et de corps d'armée, et après s'être distingué lors des manœuvres d'été de la même année, il est choisi comme commandant du corps d'armée spécial (qui comprenait les forces destinées à occuper la Tripolitaine et la Cyrénaïque au début de la guerre italo-turque). Il a ensuite commandé les opérations contre l'Empire ottoman et les guérillas sanoussis dirigées par Omar al-Mukhtar jusqu'à l'année suivante.

#### La bataille d'Ain Zara
Il a suivi les opérations d'occupation de l'oasis d'Ain Zara qui ont duré jusqu'à la fin de l'après-midi et ont vu la victoire complète des Italiens et la déroute de l'adversaire. Le soir venu, le général Caneva jugea bon de ne pas commander la poursuite de l'ennemi vaincu. La décision de ne pas poursuivre l'ennemi, une fois de plus, a suscité de vives critiques de la part du général Caneva, et le journaliste Corrado Zoli a imputé sa décision à une crise de nerfs. En réalité, Caneva était bien conscient des dangers du désert et savait qu'il avait des troupes capables d'attaquer une position ennemie stable mais probablement inexpérimentées pour une bataille de nuit contre un ennemi mobile qui connaissait bien le terrain.
Quoi qu'il en soit, la victoire incontestable suscite la satisfaction de l'Italie ; le général Alberto Pollio, chef d'état-major général, estime que « l'opération a été bien combinée, bien menée et bien exécutée » et, en Libye, elle a permis d'éliminer la pression sur Tripoli et d'occuper définitivement ses oasis. L'oasis d'Ain Zara est fortifiée et équipée d'artillerie et un chemin de fer la relie à Tripoli. Sidney Sonnino l'a décrit à l'époque de l'entreprise libyenne comme « un homme usé qui souffre de maux d'estomac depuis huit ans ». Luigi Barzini en a fait un portrait impitoyable : « Parole d'honneur, si je ne savais pas qu'il vaut quelque chose à table (c'est ce qu'on dit), je le prendrais pour le champion le plus complet de l'imbécillité galante ». Giovanni Giolitti, une source ni sereine ni jamais objective, a souligné le manque d'initiative de Caneva, qui ne s'est pas rendu compte des implications de sa conduite en matière de politique internationale. Il a été sévèrement critiqué pour avoir ignoré, soi-disant par paresse et par étroitesse d'esprit, les notables arabes locaux dans les premières semaines du débarquement italien ; et pour sa conduite lente, conventionnelle, sans initiative et passive des opérations de guerre ultérieures. Les attachés militaires étrangers présents sur place notent avec étonnement l'absence d'utilisation de la cavalerie sur un terrain qui lui est favorable et le fait qu'il n'envisage pas de demander des contingents supplémentaires en plus de ceux, limités, dont il dispose déjà.
Il est rappelé en Italie à la fin du mois d'août 1912 et, en partie pour éviter que son rappel soit considéré comme une punition, il est promu général d'armée (Generale d'Esercito) le 19 septembre 1912. Atteint par la limite d'âge, Caneva quitte le service actif en mai 1914.
Pendant la Première Guerre mondiale, il n'est pas rappelé au service (également en raison du fait qu'il est techniquement plus âgé que le général Luigi Cadorna, chef d'état-major), mais en 1918, il est nommé par le chef du gouvernement Vittorio Emanuele Orlando président de la commission d'enquête chargée de faire la lumière sur la catastrophe de Caporetto.
Il est « universellement considéré comme un franc-maçon », selon Giordano Gamberini.
Carlo Caneva est décédé à Rome le 15 septembre 1922. Il est enterré dans la Nouvelle Claustrale Nord de la Chartreuse de Ferrare.

#### Promotions militaires
- Sous-lieutenant (Sottotenente): 31 janvier 1867
- Lieutenant (Tenente): 10 octobre 1869
- Capitaine (Capitano): 6 mai 1875
- Major (Maggiore): 10 décembre 1882
- Lieutenant-colonel (Tenente colonnello): 7 octobre 1887
- Colonel (Colonnello): 23 août 1891
- Général de division (Maggiore generale): 29 août 1897
- Général de corps d'armée (Tenente generale): 24 mai 1902
- Général d'armée (Generale dell'esercito): 19 septembre 1912-3 mai 1914. Cessation de la désignation

#### Postes et titres
- Commandant du corps expéditionnaire en Tripolitaine et en Cyrénaïque (8 octobre 1911-30 août 1912)
- Président de la Commission d'enquête sur les événements militaires qui ont conduit à la retraite sur le Piave (12 janvier 1918, n° 35 - 1919)
- Membre de la Commission de réorganisation de l'armée (25 juillet 1920)
- Chef d'état-major adjoint de l'armée de terre

### Vie politique
En 1912, il est nommé sénateur du Royaume, poste qu'il occupe jusqu'en 1922. 
Après Caporetto, il fut président de la commission d'enquête demandée par le Premier ministre Vittorio Emanuele Orlando le 12 janvier 1918 pour enquêter sur les causes et les responsabilités de la catastrophe de Caporetto. La commission d'enquête sur la retraite de l'Isonzo au Piave était composée, en plus de lui-même, de six membres : le général Ottavio Ragni, le vice-amiral Felice Napoleone Canevaro, l'avocat général militaire Donato Antonio Tommasi, le sénateur Paolo Emilio Bensa et les députés Alessandro Stoppato et Orazio Raimondo, ainsi que le colonel Fulvio Zugaro comme secrétaire général, assisté du futur général Luigi Efisio Marras. Les pouvoirs de la commission étaient étendus et son travail était minutieux et précis, bien qu'il ne soit pas à l'abri des critiques. En fait, il semble maintenant établi (sur la base du témoignage du sénateur Giuseppe Paratore, alors très proche du Premier ministre) que c'est une intervention d'Orlando (poussée à son tour par Armando Diaz) qui a incité la commission à négliger les responsabilités de Pietro Badoglio, afin d'éviter une crise au sein du commandement suprême au moment du plus grand danger.

## Décorations
- Croix du Mérite de guerre
- Chevalier grand-croix décoré du grand cordon de l'ordre des Saints-Maurice-et-Lazare
- Chevalier grand-croix décoré du grand cordon de l'ordre de la Couronne d'Italie
- Chevalier grand-croix décoré du grand cordon de l'ordre colonial de l'Étoile d'Italie
- Médaille de la Mauricie
- Croix d'or avec couronne royale pour ancienneté dans le service militaire pour les officiers ayant 40 ans de service.
- Médaille commémorative des campagnes d'Afrique
- Médaille commémorative de la guerre italo-turque 1911-1912

## Source
- (it) Cet article est partiellement ou en totalité issu de l’article de Wikipédia en italien intitulé « Carlo Caneva » (voir la liste des auteurs).